# 泰瑞·布魯克斯

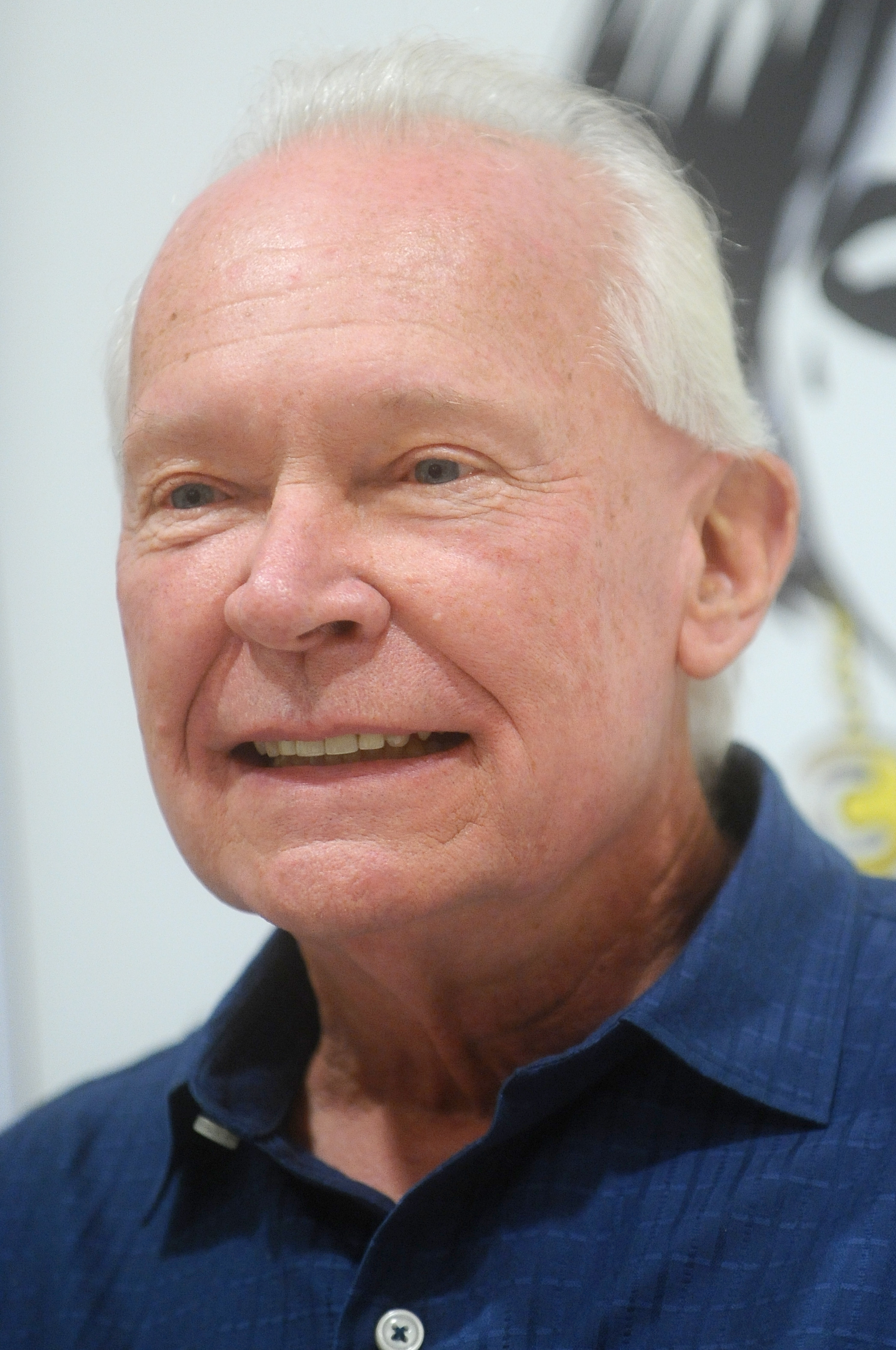
泰瑞·布魯克斯

泰瑞·布魯克斯（英語：Terry Brooks, 1944年1月8日—）是一位美國奇幻小說作家。

## 生平
泰瑞出生於伊利諾伊州斯特林，十歲便開始寫作，其後第一個學位為英國文學，第二個學位為法律。1977年，泰瑞正式出版第一本小說《沙娜拉之劍》，造成極大迴響，更促使泰瑞成為為首為登上紐約時報暢銷書流行榜第一位的科幻小說作家，其排位亦保持了5個月，沙娜拉系列於1995年被Legend Entertainment改編為電腦遊戲。除此之外，泰瑞的《與惡魔同奔》和《聖言武士》亦被落磯山新聞報評選為二十世紀最卓越的科幻/奇幻小說，泰瑞其他的小說還包括藍道佛王國系列。
除原創小說外，泰瑞曾受喬治·盧卡斯邀請，為《星球大戰前傳：魅影危機》改編小說。